# Huishoudboekje

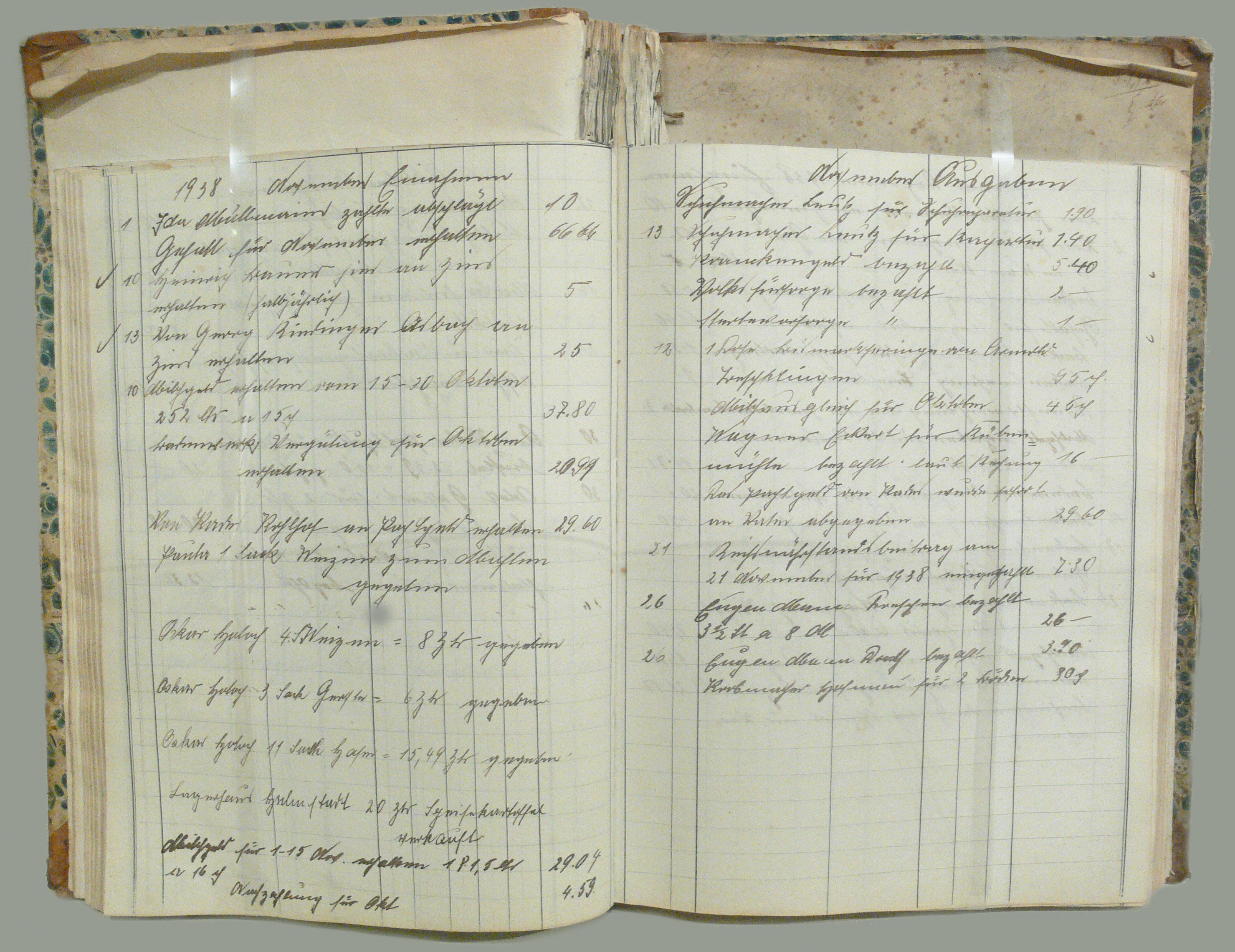
Huishoudboekje van gezin van 1933 tot 1943.

Een huishoudboekje is een document waarin huishouduitgaven zoals boodschappen, hulp in de huishouding en voorzieningen worden bijgehouden. Ze worden vooral gebruikt door gezinnen die hun geldstromen overzichtelijk willen houden.
Naast de uitgaven worden ook de inkomende geldstromen bijgehouden. Op deze manier wordt een compleet overzicht gecreëerd van de financiën. Door dit overzicht regelmatig te analyseren kan de financiële positie worden bepaald, en kunnen de uitgaven eventueel aangepast worden. Om die reden wordt een huishoudboekje vaak ingezet als hulpmiddel bij bezuinigingen.

## Historie
Het huishoudboekje beleefde zijn opkomst in de eerste helft van de 20e eeuw. Het waren vooral huisvrouwen die begonnen met het registreren van de uitgaven. Elke uitgave werd nauwkeurig bijgehouden en genoteerd in een papieren huishoudboekje. Op deze manier werd de hand op de knip gehouden. Zo werd ervoor gezorgd dat er financiële ruimte ontstond voor luxe aankopen, die toen nog wat minder vanzelfsprekend waren.
In de daaropvolgende jaren is het huishoudboekje steeds verder geëvolueerd. De introductie van de computer maakte het mogelijk de financiën ook digitaal te administreren. De noodzaak om alle inkomsten en uitgaven met de hand te noteren verdween.

## Huishoudboekje in de 21e eeuw
In de 21e eeuw wordt de term huishoudboekje niet alleen voor een fysiek boekje gebruikt, maar ook voor een softwarepakket, of nog abstracter, voor het geheel van inkomsten en uitgaven.
Mede door de groei van internetbankieren zijn er complete softwarepakketten ontstaan. Deze softwarepakketten zijn volledig gericht op het digitaal bijhouden van de inkomsten en uitgaven. Ze bieden veelal de mogelijkheid bankgegevens te importeren en automatisch te rubriceren. Ook zijn er online mogelijkheden voor het bijhouden van een huishoudboekje.